# 가네코 미스즈
가네코 미스즈(金子 みすゞ)는 다이쇼 시대 말기부터 쇼와 시대 초기까지 활동한 일본의 동요시인이다. 본명은 가네코 데루(金子 テル).
다이쇼 말기부터 쇼와 초기까지 26세의 나이로 요절하기까지 500여편 정도의 시를 썼다고 한다. 한때 젊은 동요 시인 중 거성(若き童謡詩人の中の巨星)이라 칭송 받았다.

## 같이 보기
- 100309 Misuzukaneko